# Scania K
Scania K — серия автобусов, серийно выпускаемых шведской компанией Scania c 2006 года.

## Типовые обозначения

### Заводы-изготовители
- C: модели, собранные на заводе Kapena (K UB, K UA)[2];
- L: модели, собранные на заводе Lahden Autokori — Interlink и OmniExpress (K UB, K IB, K EB)[3];
- T: модели, собранные на заводе Higer — туристические автобусы A30 и A808 (K EB)[4].

### Расположение двигателя
- K: продольное расположение двигателя за задней осью[5].

### Виды
- E: туристический автобус[6];
- I: пригородный автобус[7];
- U: городской автобус[8].

### Обозначения городских автобусов
- A: сочленённый автобус[9];
- B: одиночный автобус;
- D: двухэтажный автобус.

### Колёсные формулы
- 4x2: одиночный двухосный автобус;
- 6x2: одиночный трёхосный автобус;
- 6x2/2: сочленённый трёхосный автобус;
- 6x2*4: трёхосный автобус с дополнительной управляемой осью;
- 8x2: четырёхосный автобус (K IB) для стран Латинской Америки;
- 8x2/2: четырёхосный сочленённый автобус (K IA).

### Подвески
- B: жёсткая передняя ось;
- I: независимая передняя подвеска.

### Шасси
- L;
- M;
- N.

## Модификации
- Scania K280EB;
- Scania K310EB;
- Scania K320EB;
- Scania K340EB;
- Scania K360EB;
- Scania K380EB;
- Scania K400EB;
- Scania K410EB;
- Scania K420EB;
- Scania K440EB;
- Scania K450EB;
- Scania K470EB;
- Scania K480EB;
- Scania K490EB;
- Scania K310IA;
- Scania K250IB;
- Scania K270IB;
- Scania K280IB;
- Scania K310IB;
- Scania K320IB;
- Scania K340IB;
- Scania K360IB;
- Scania K380IB;
- Scania K400IB;
- Scania K410IB;
- Scania K420IB;
- Scania K310UA;
- Scania K320UA;
- Scania K360UA;
- Scania K230UB[10];
- Scania K250UB;
- Scania K270UB;
- Scania K280UB;
- Scania K305UB (КПГ);
- Scania K310UB;
- Scania K320UB;
- Scania K360UB[11].

## Производство в России
С 2003 года на шасси Scania K400 IB4x2 производится автобус ЛиАЗ-5291, включая ЛиАЗ-5251 и ЛиАЗ-6228. С 2016 года производится также автобус Scania Touring.

## Галерея

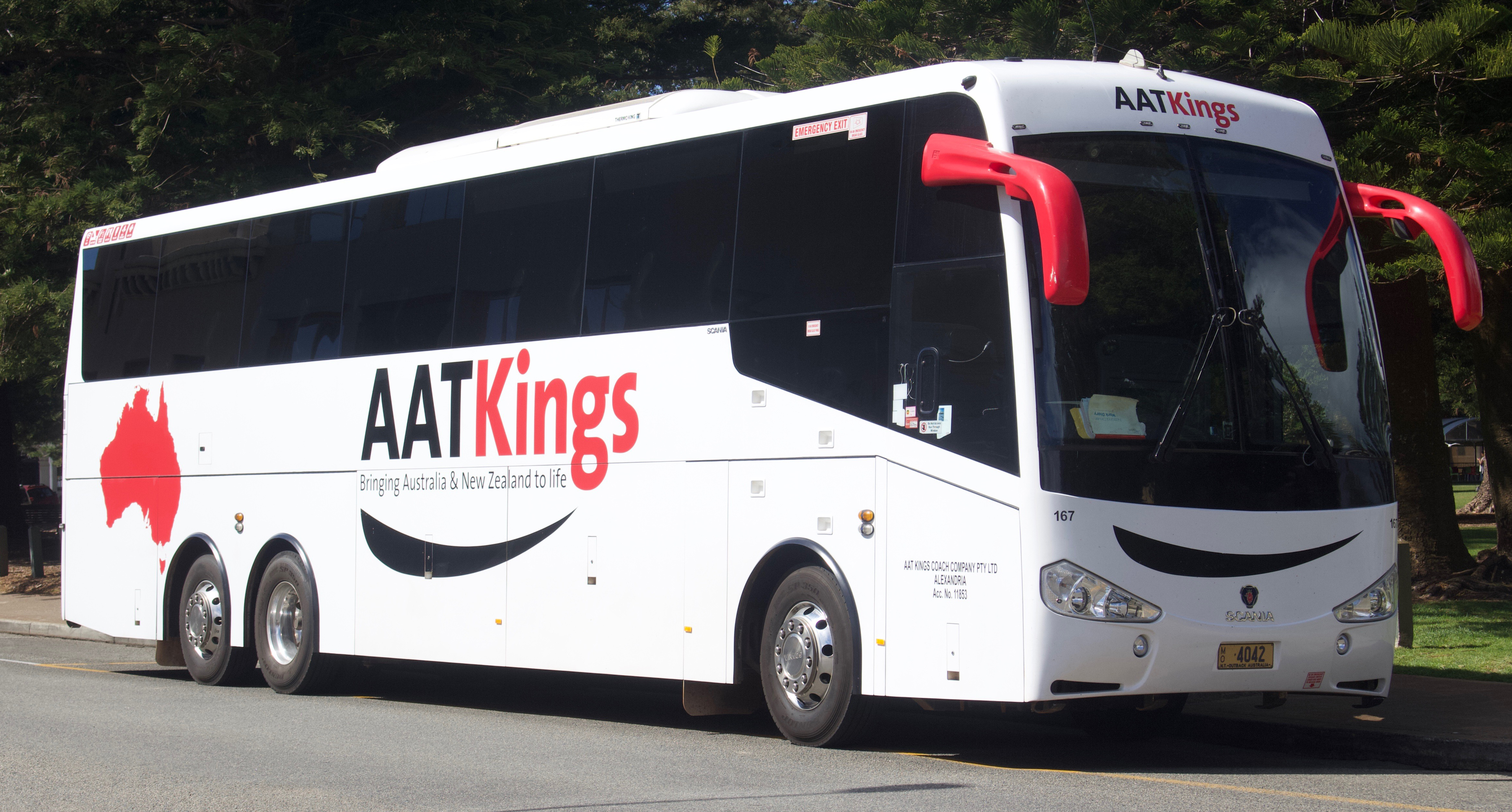
Scania K440EB
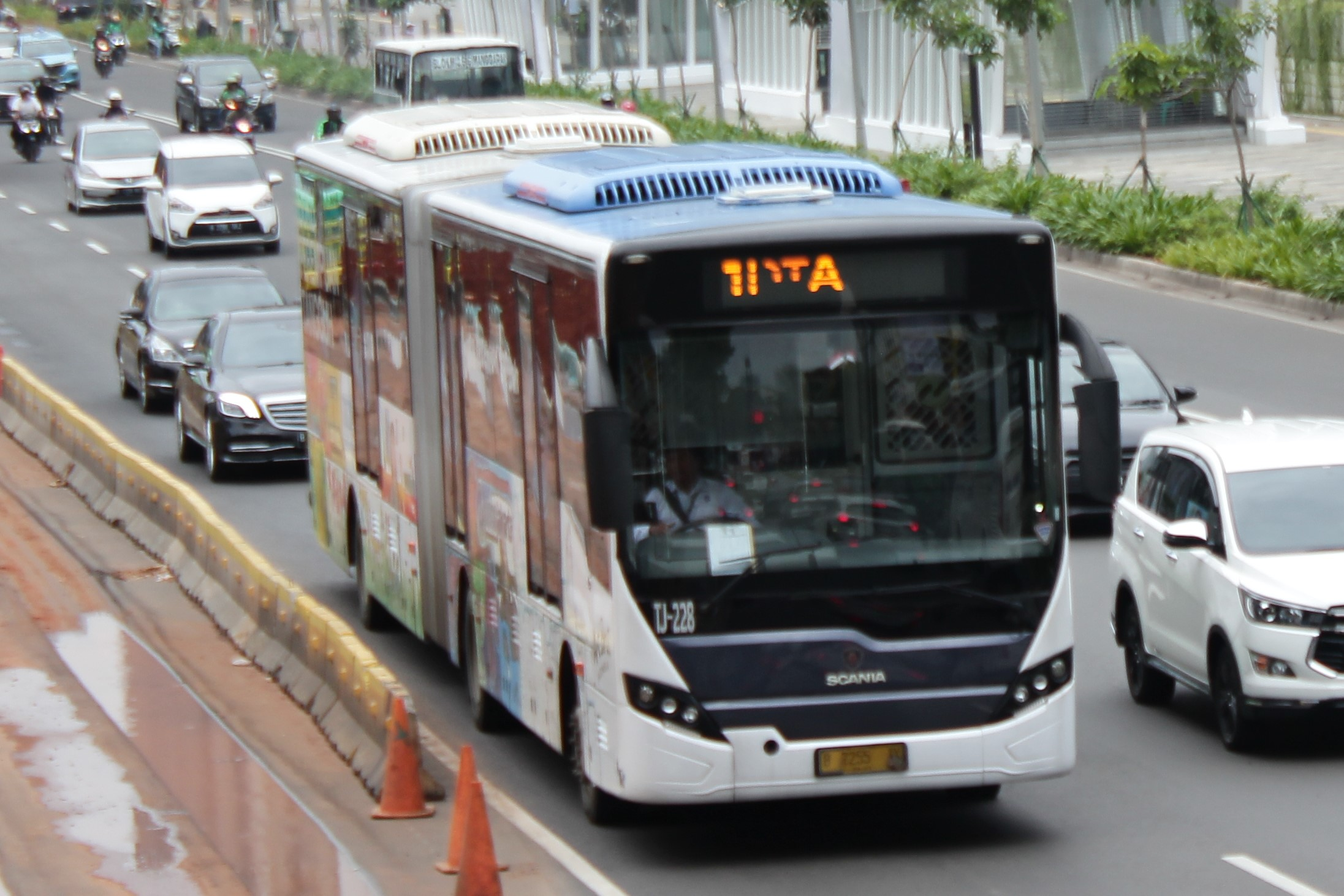
Scania K320IA и Scania K340IA
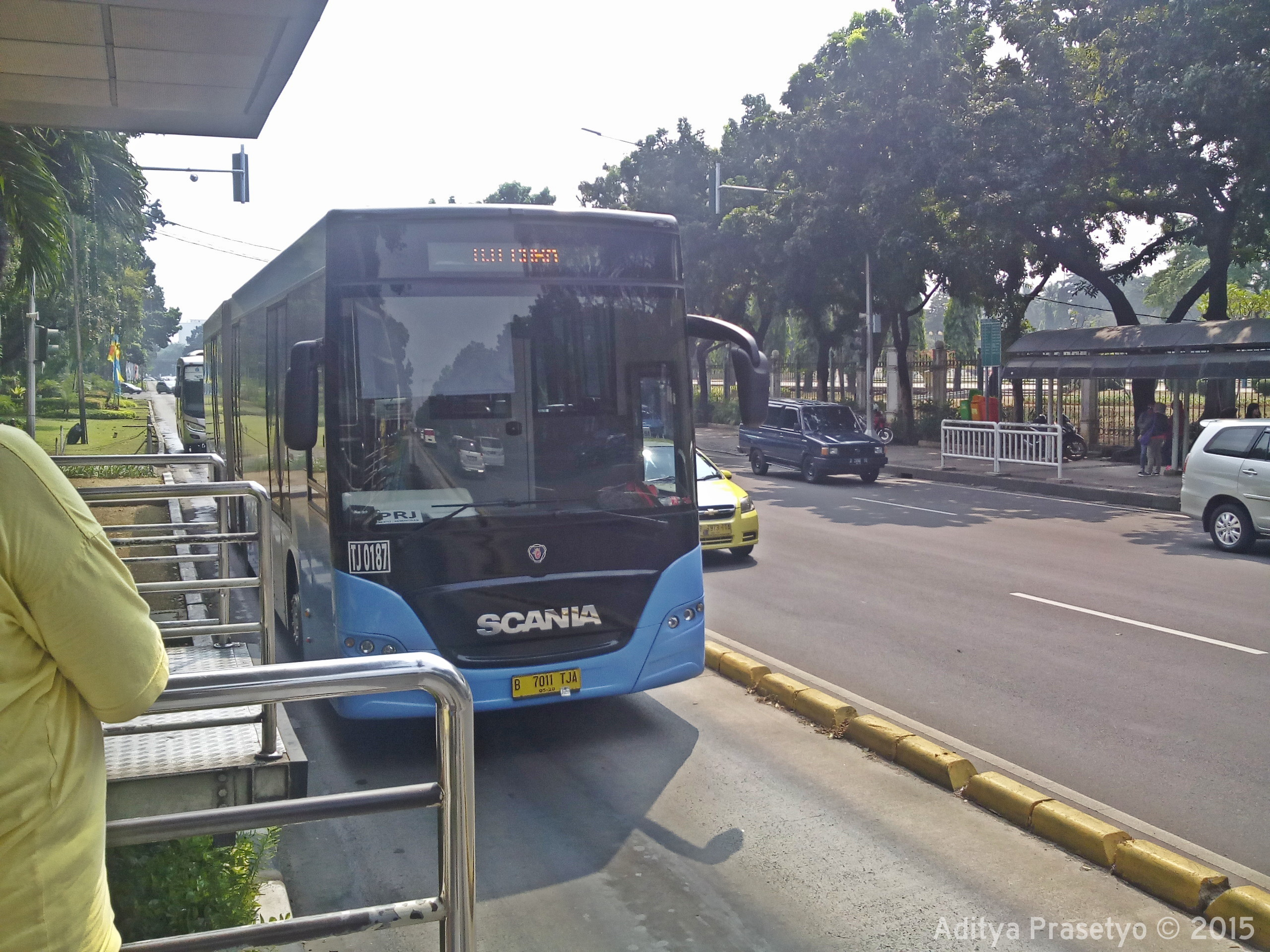
Scania K320IA и Scania K340IA
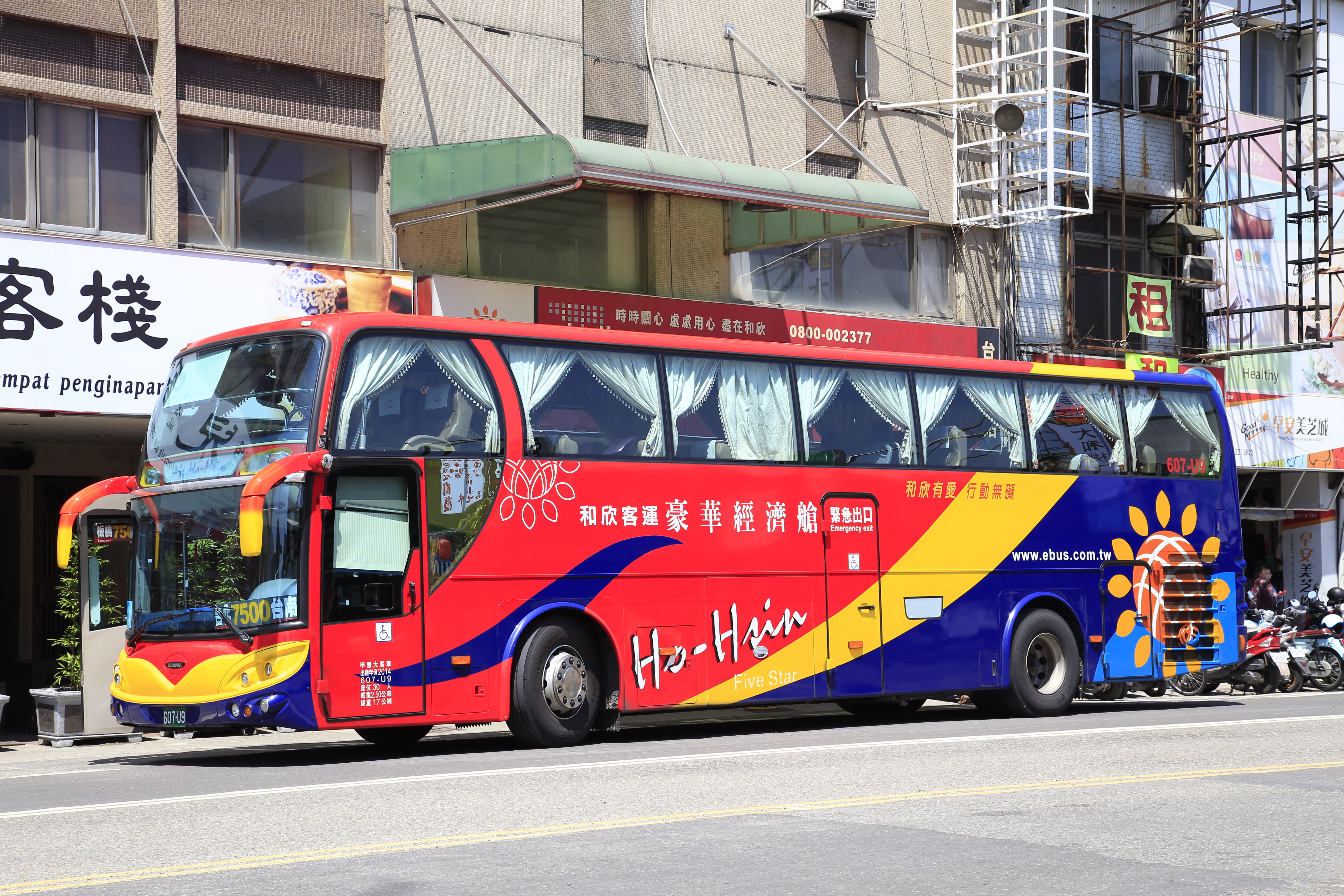
Scania K400IB4X2NB
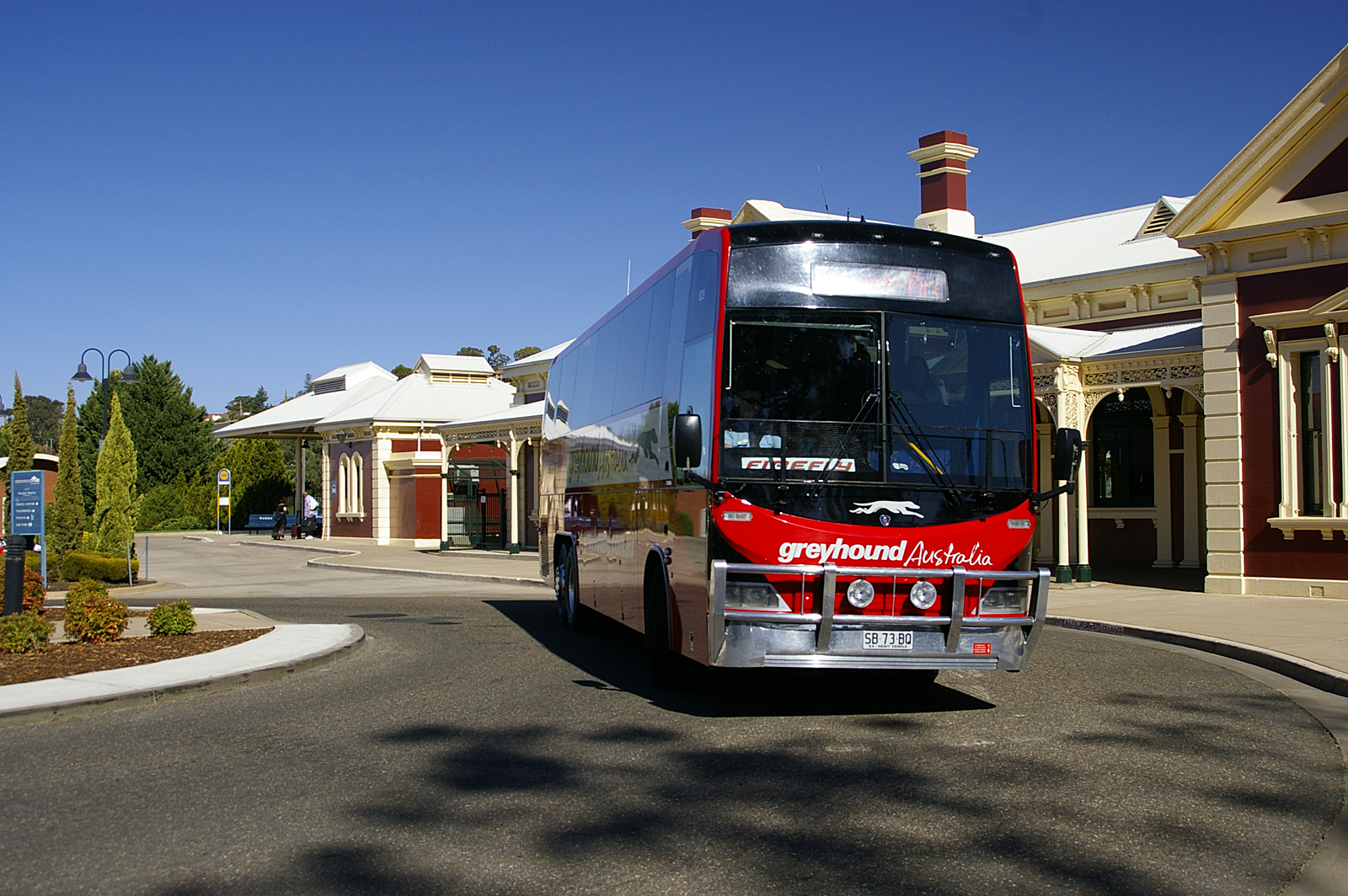
Scania K380IB
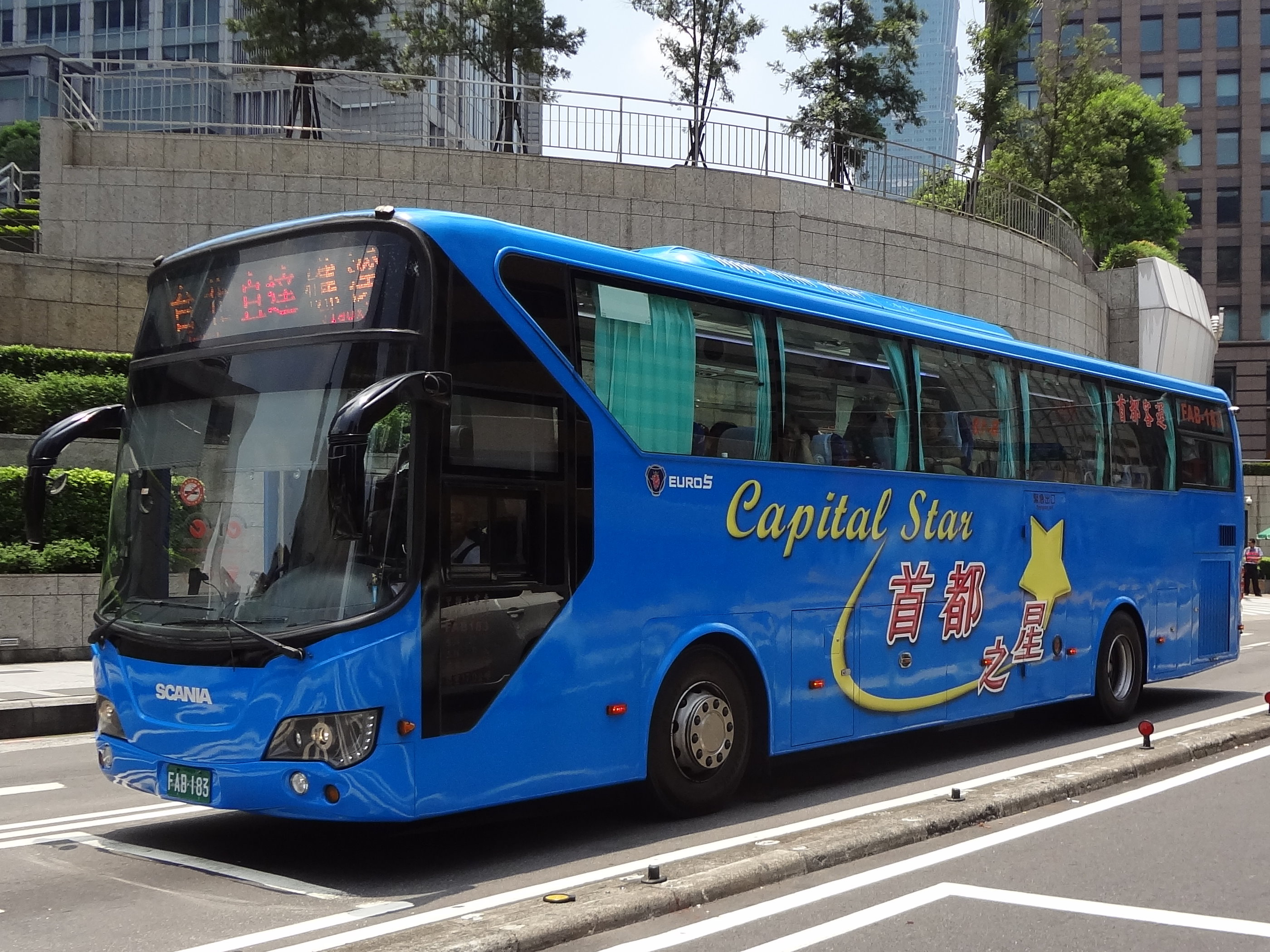
Scania K400IB4X2NB
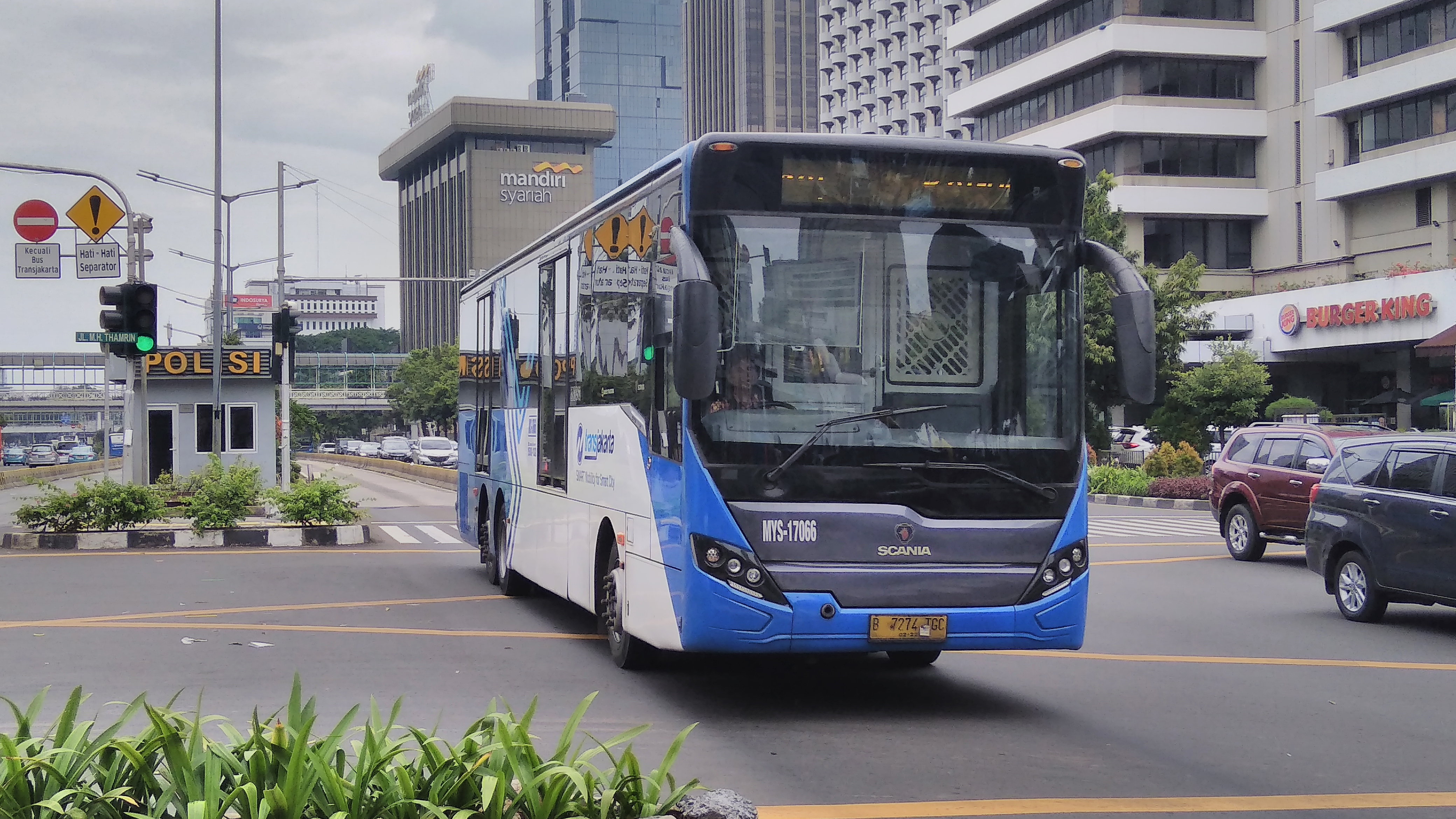
Scania K310IB 6x2*4
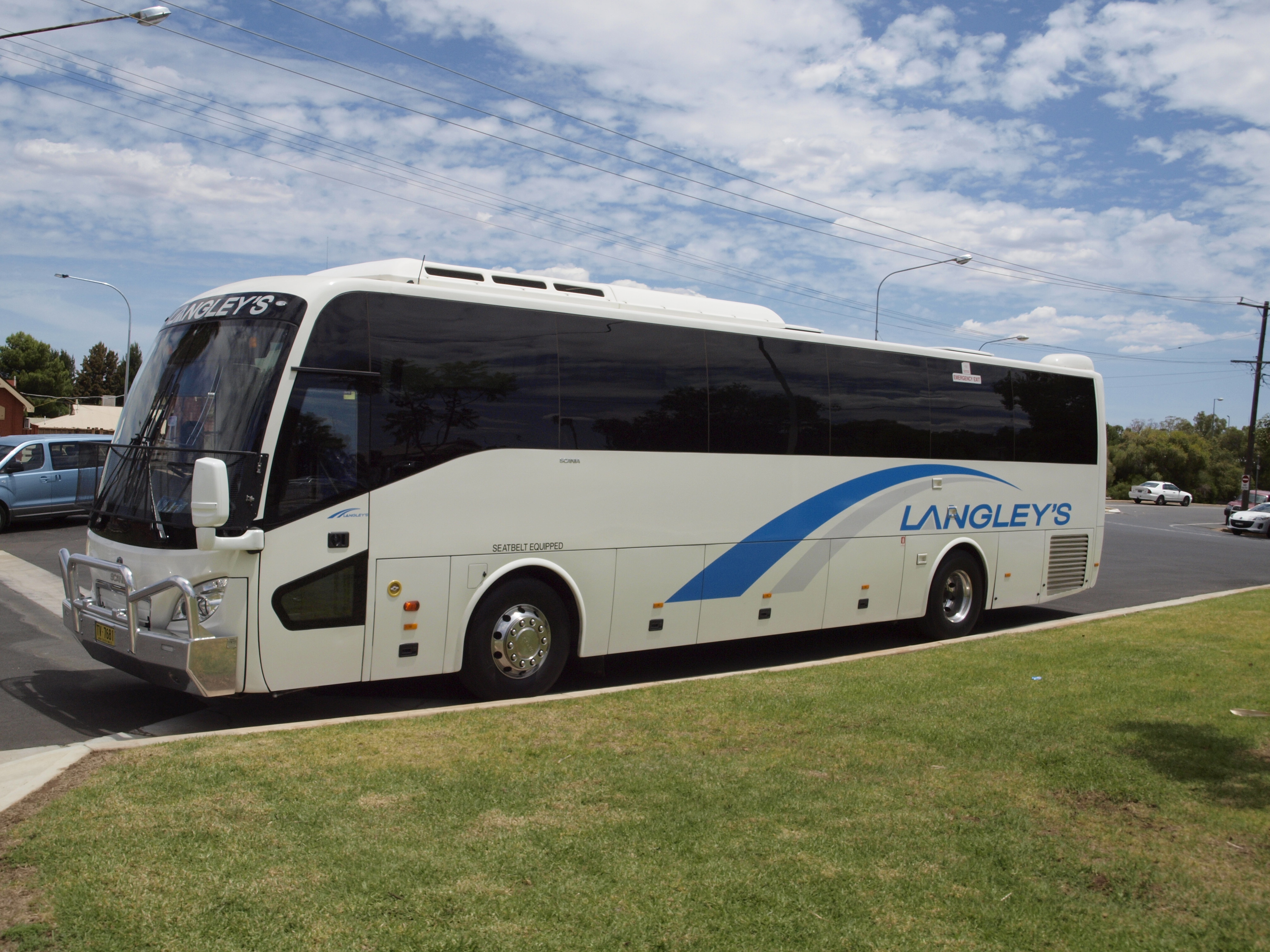
Scania K320IB
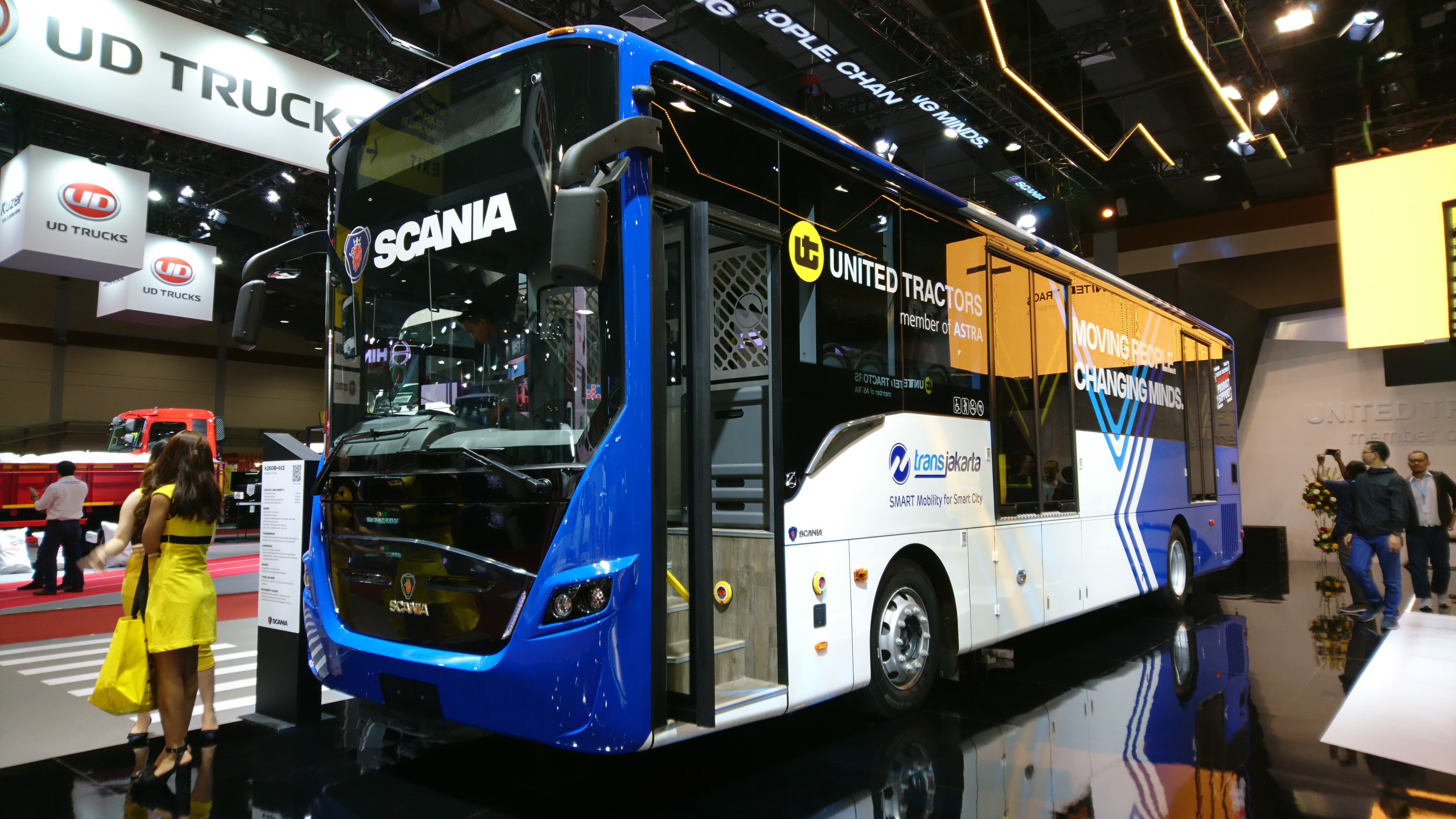
Scania K250IB
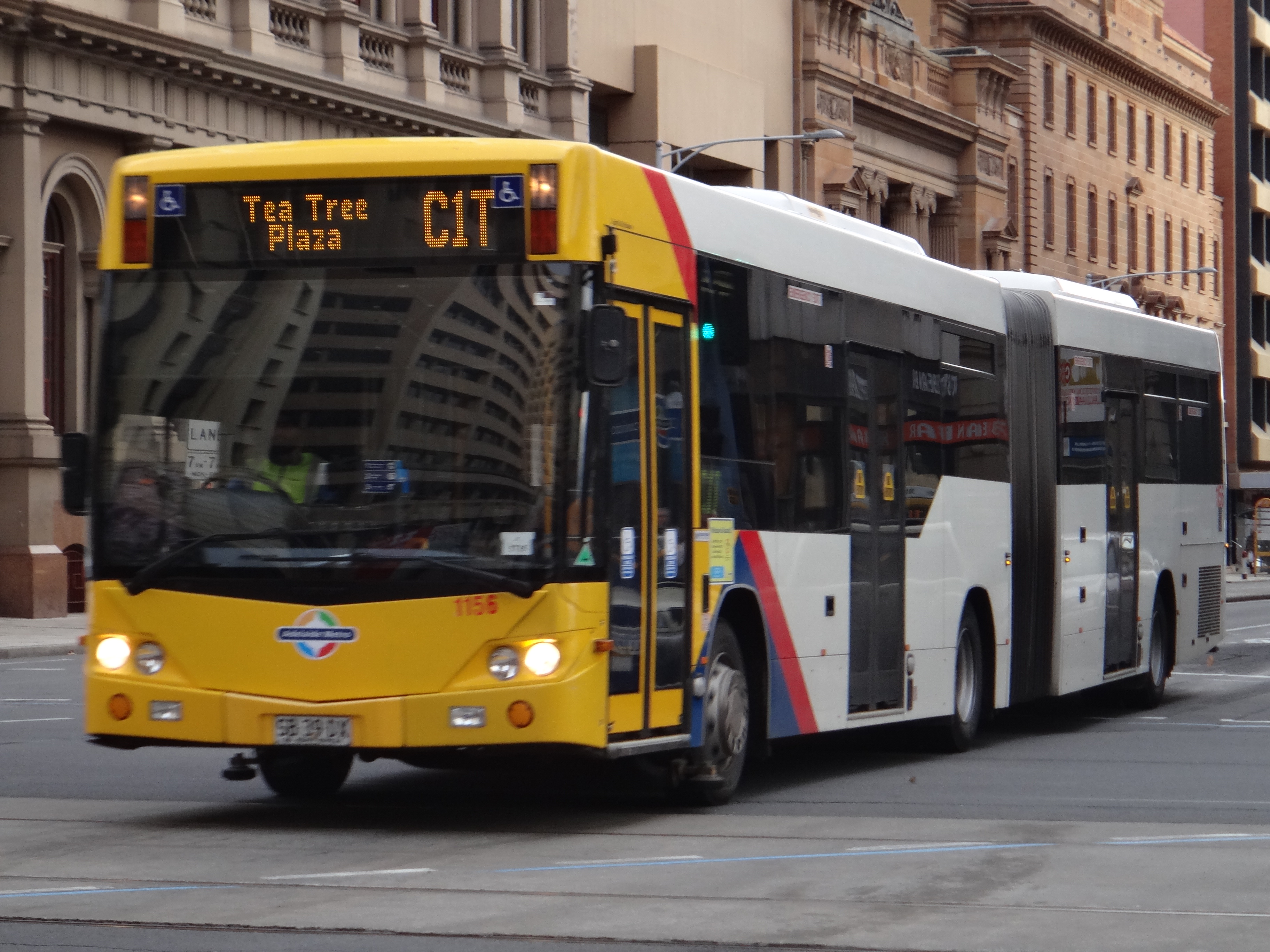
Scania K320UA
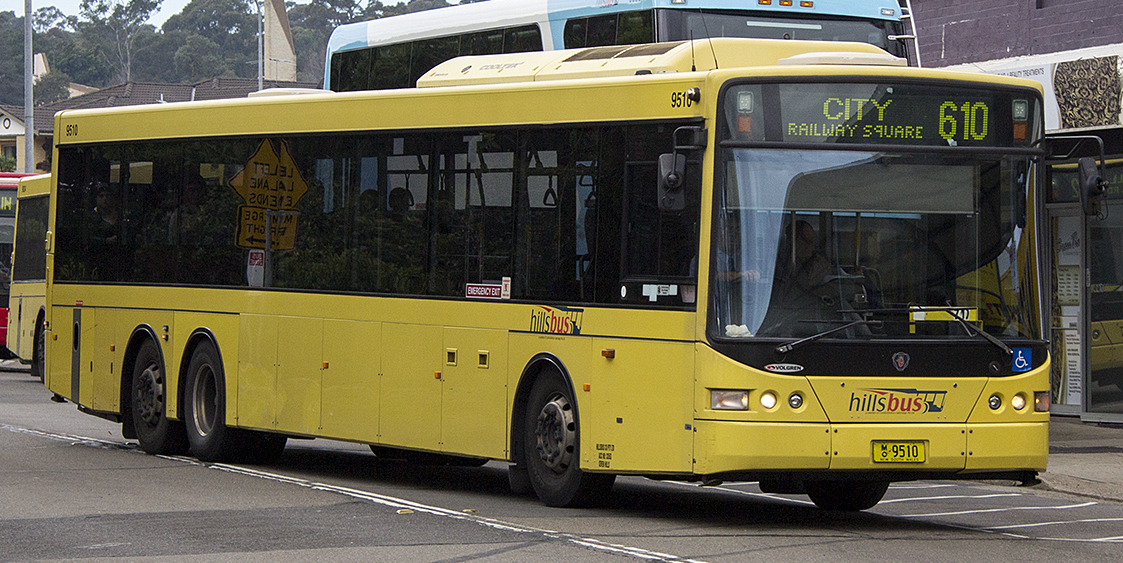
Scania K310UB
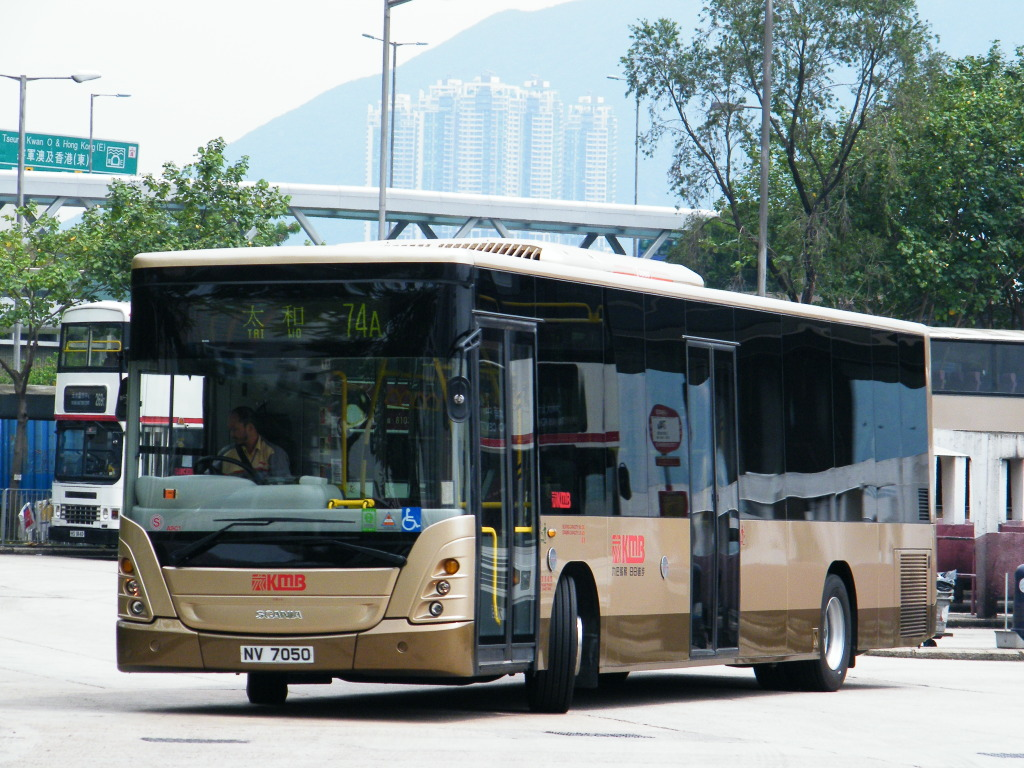
Scania K230UB
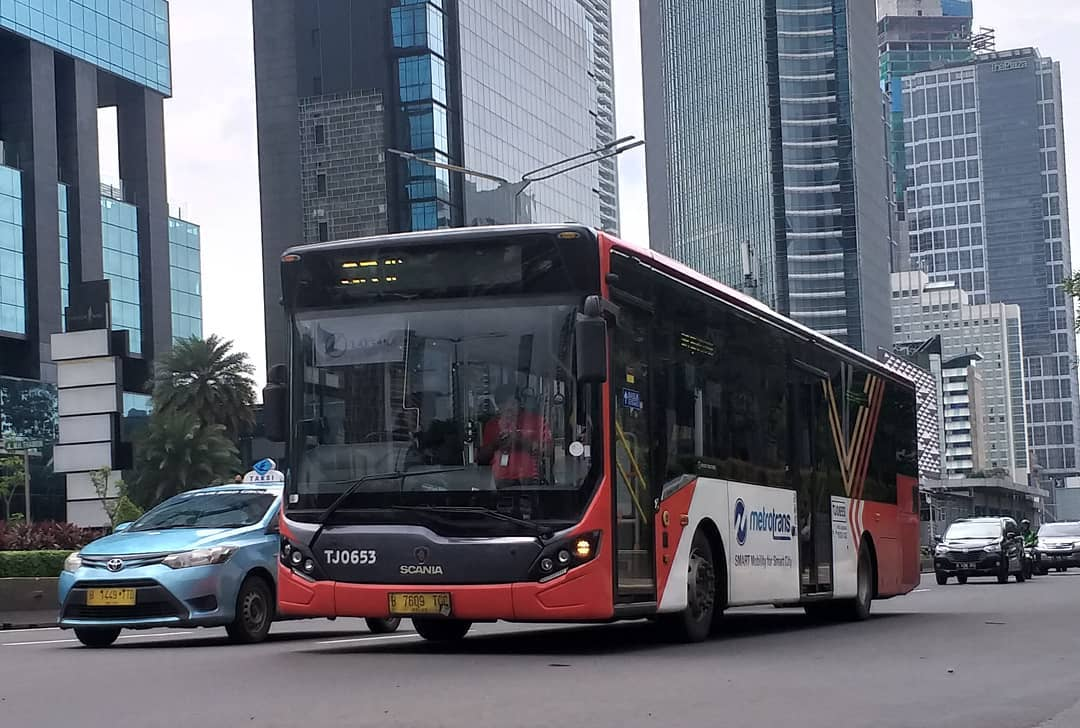
Scania K250UB
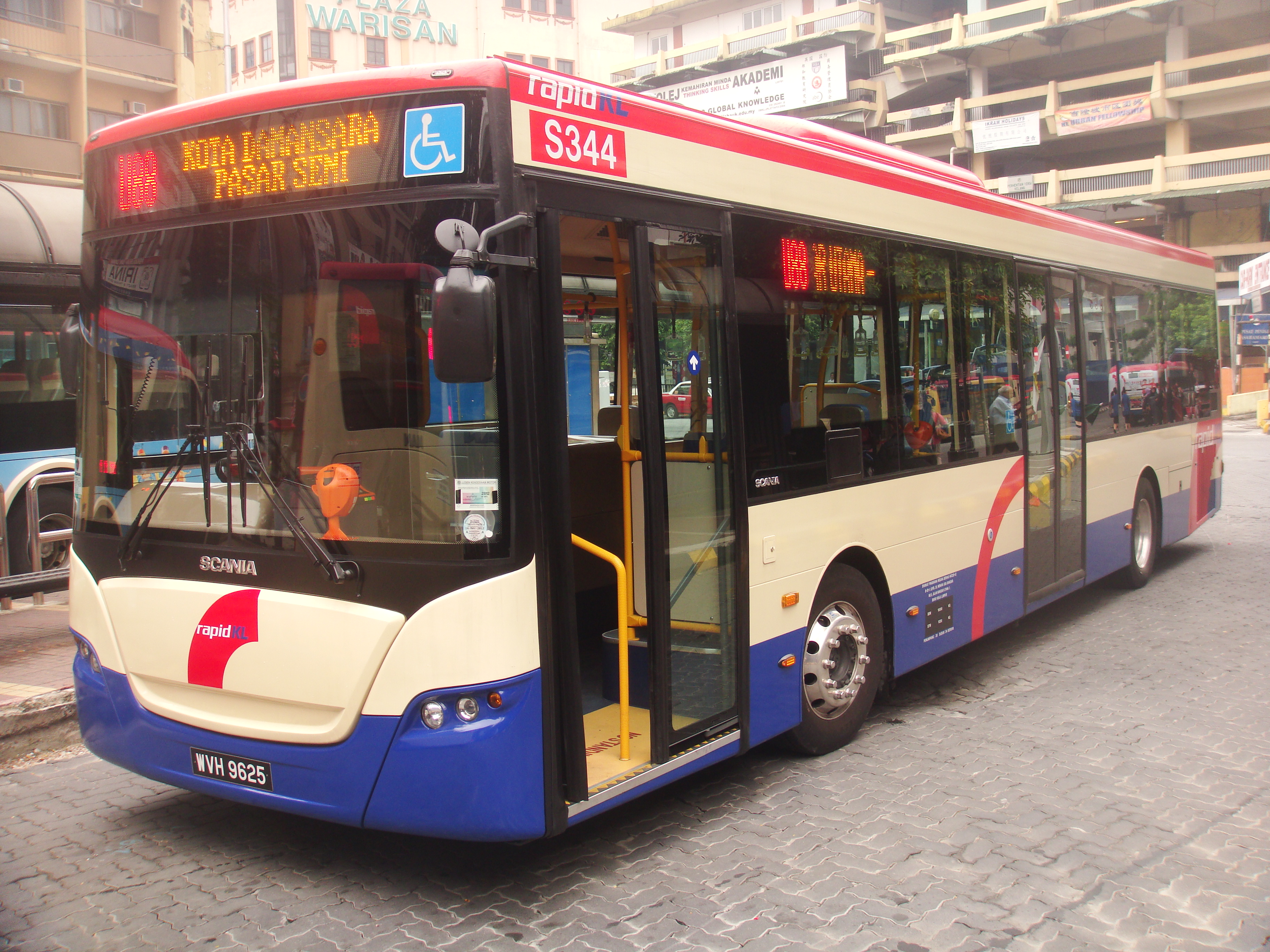
Scania K270UB4x2
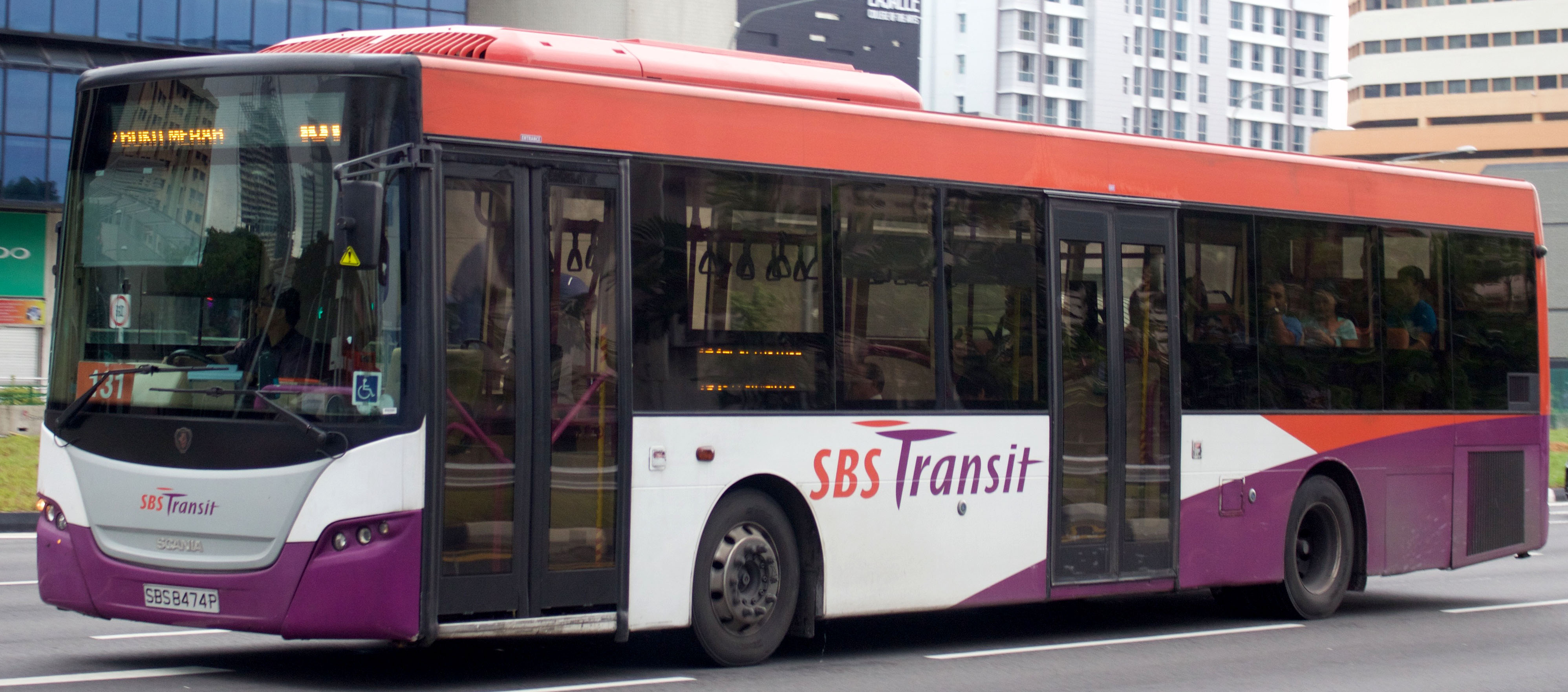
Scania K230UB
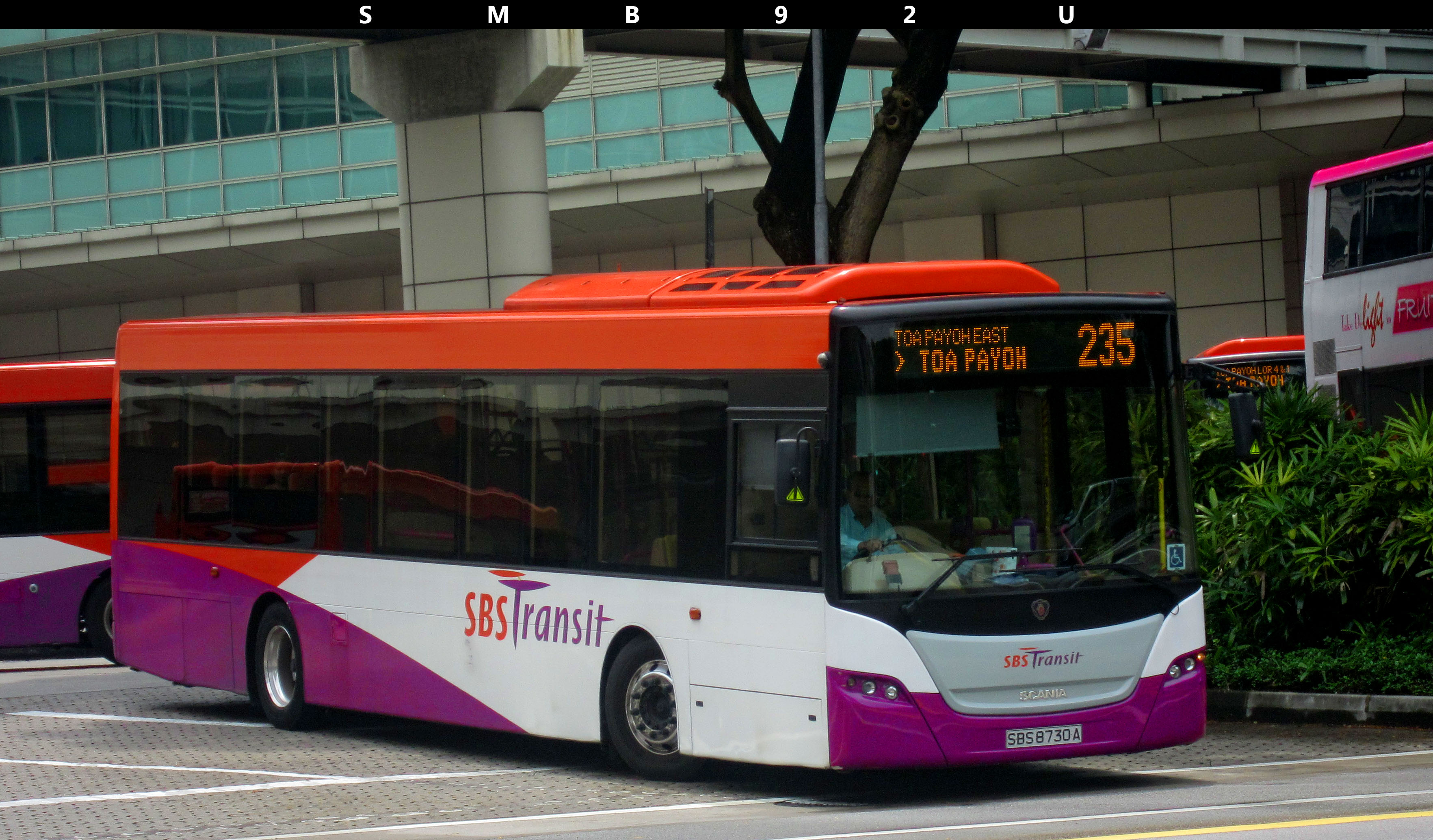
Scania K230UB
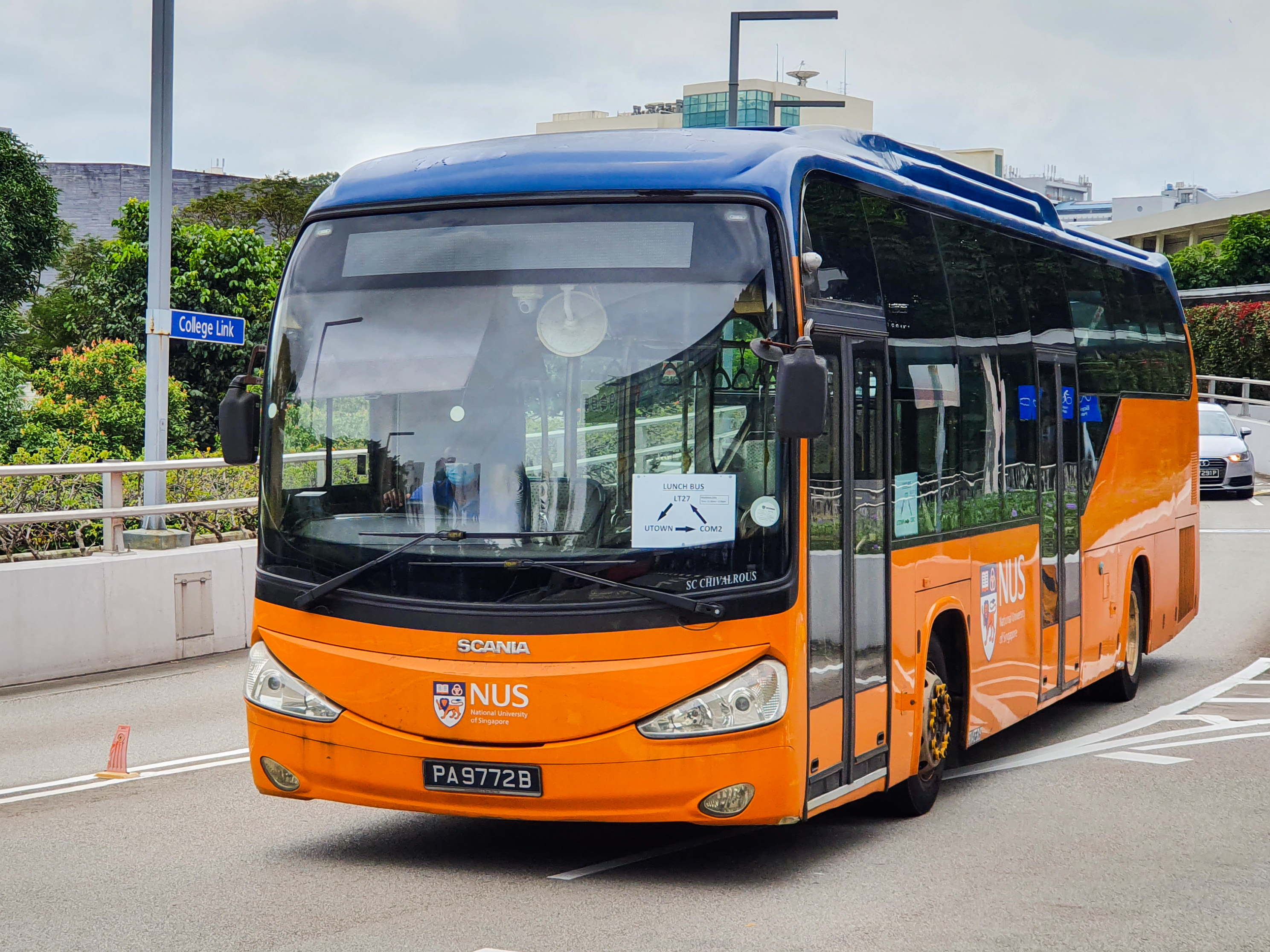
Scania K230UB
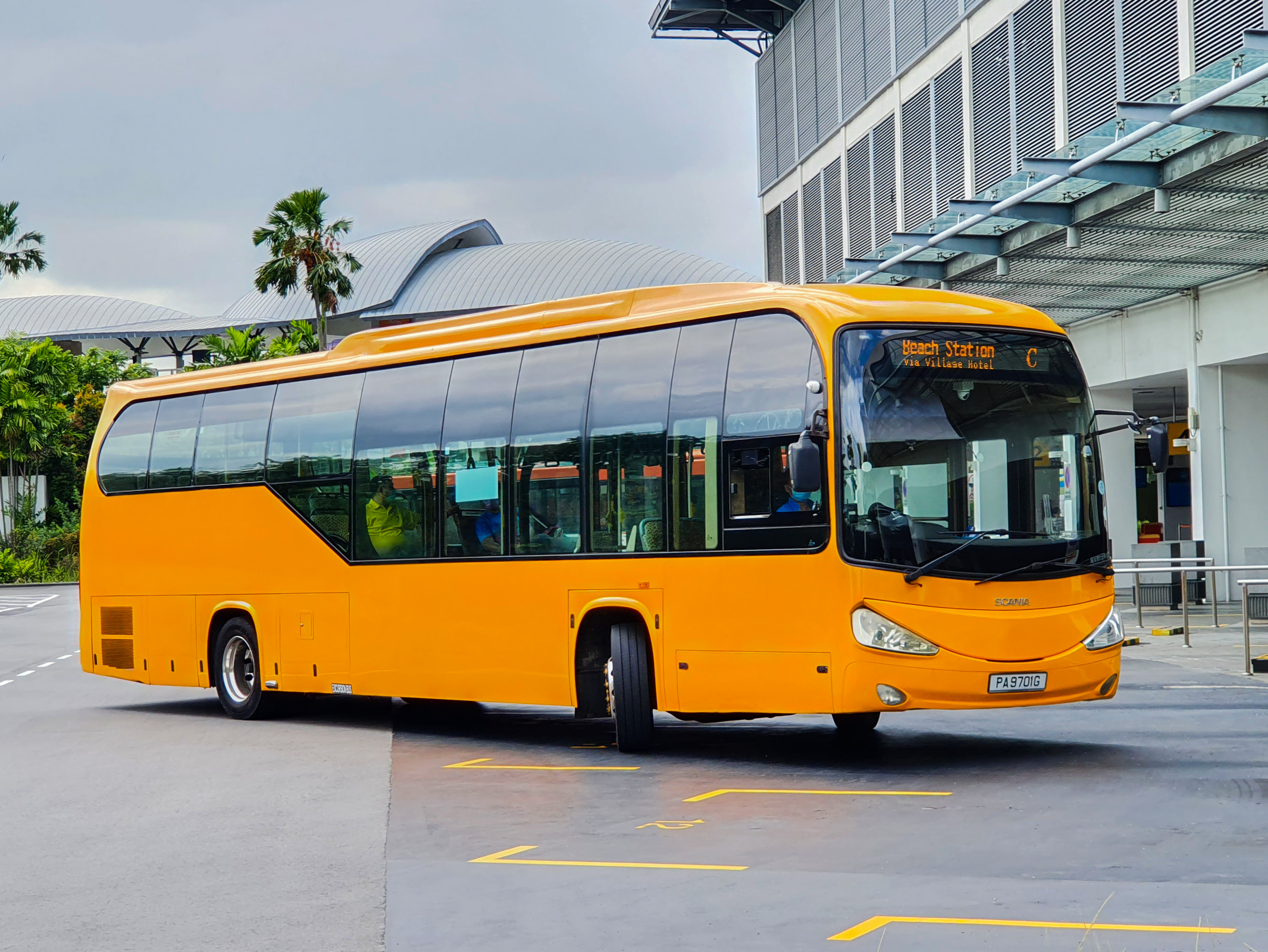
Scania K230UB
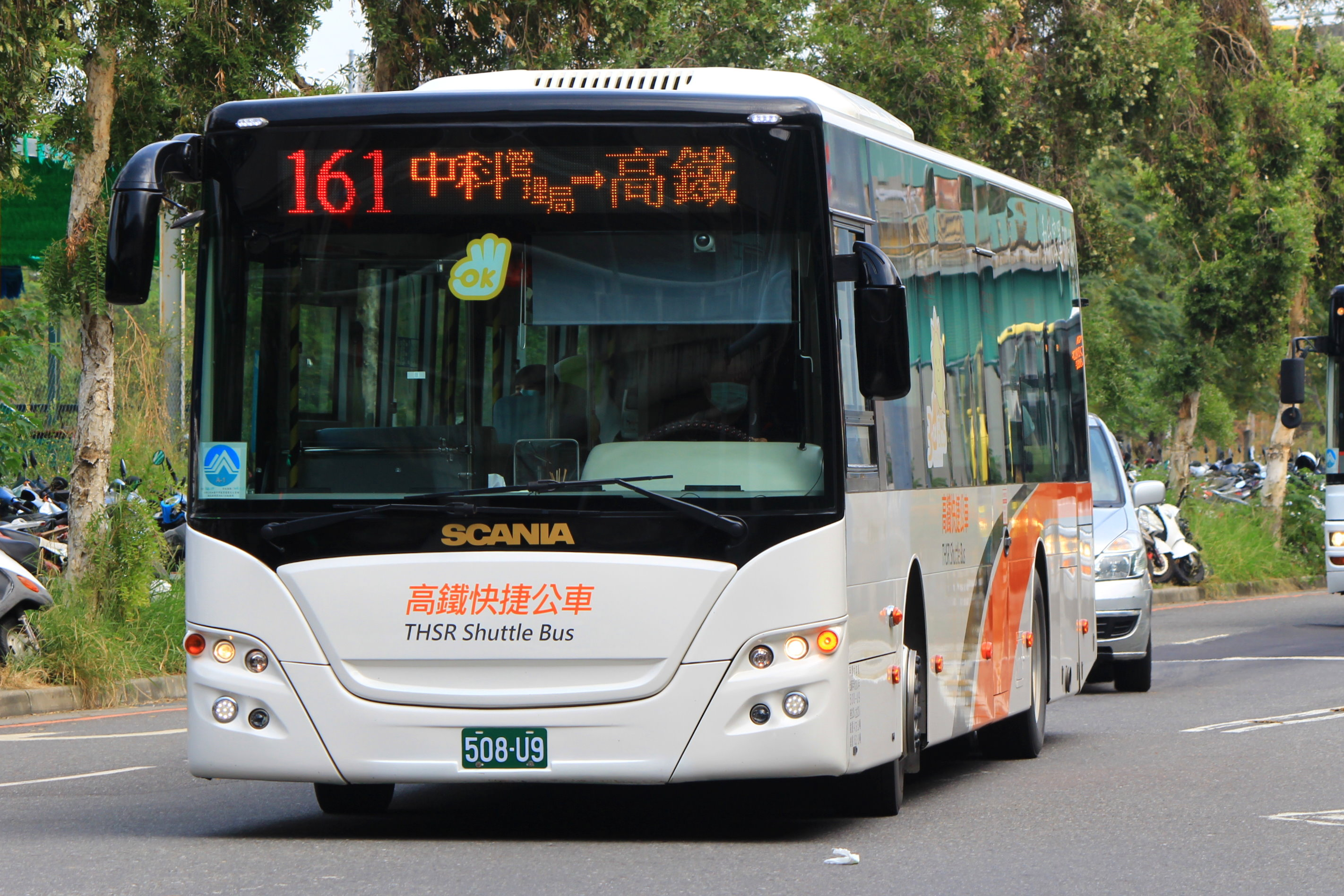
Scania K230UB
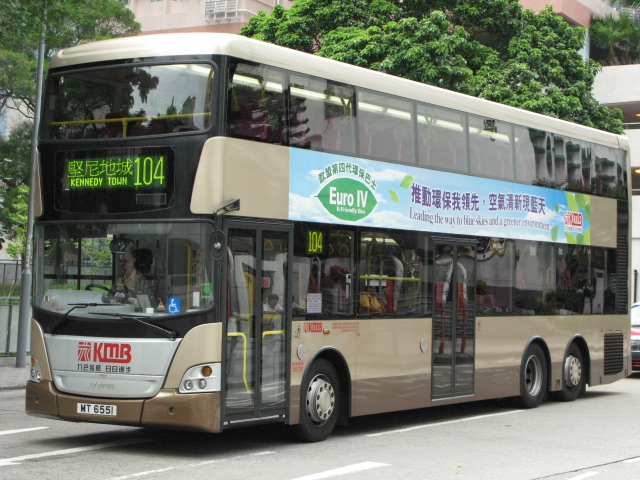
Scania K310UD
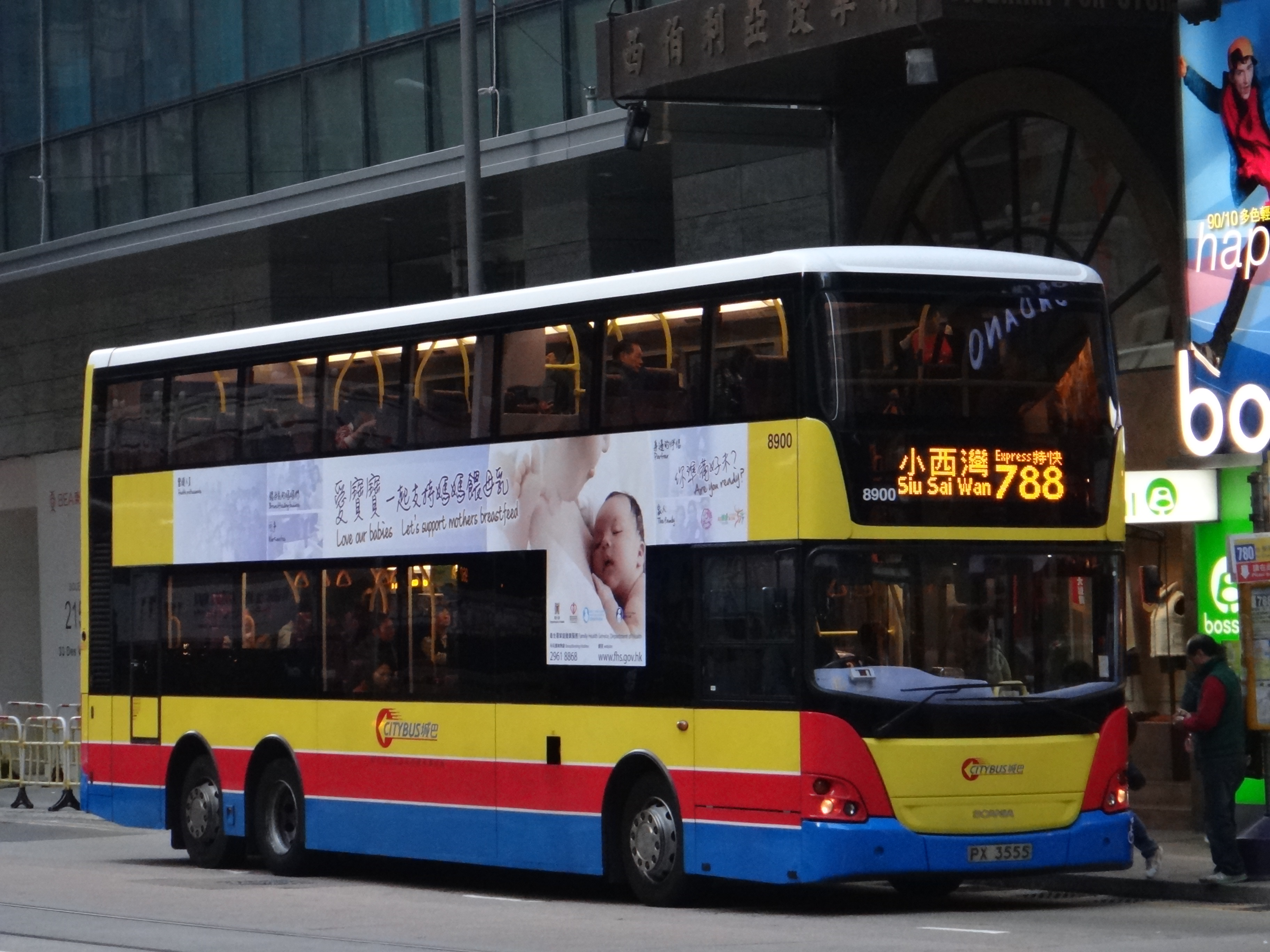
Scania K280UD
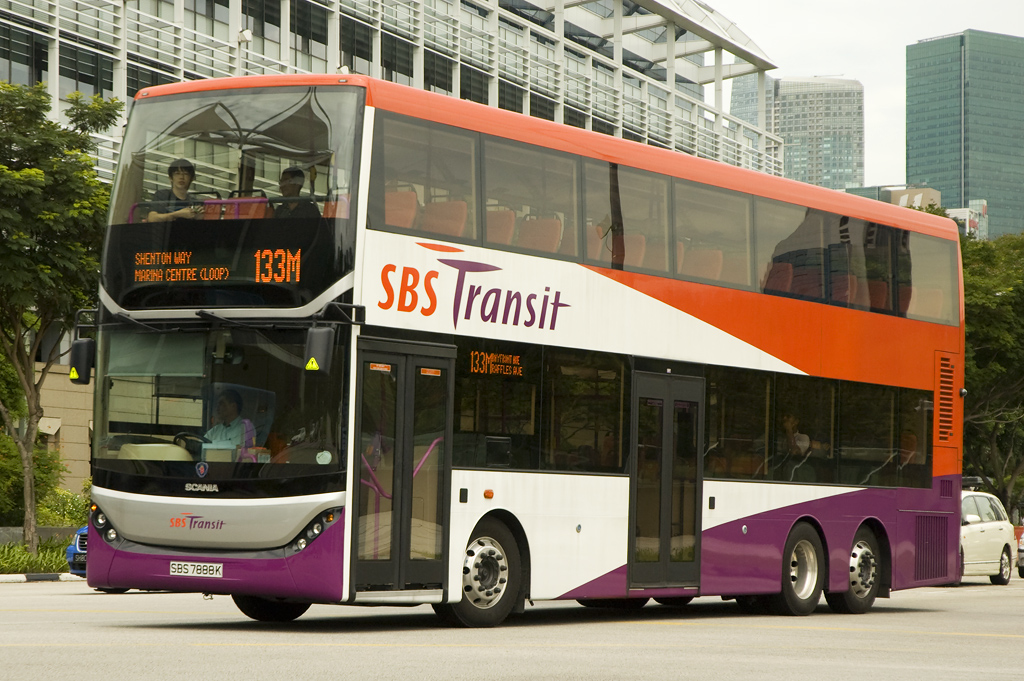
Scania K310UD
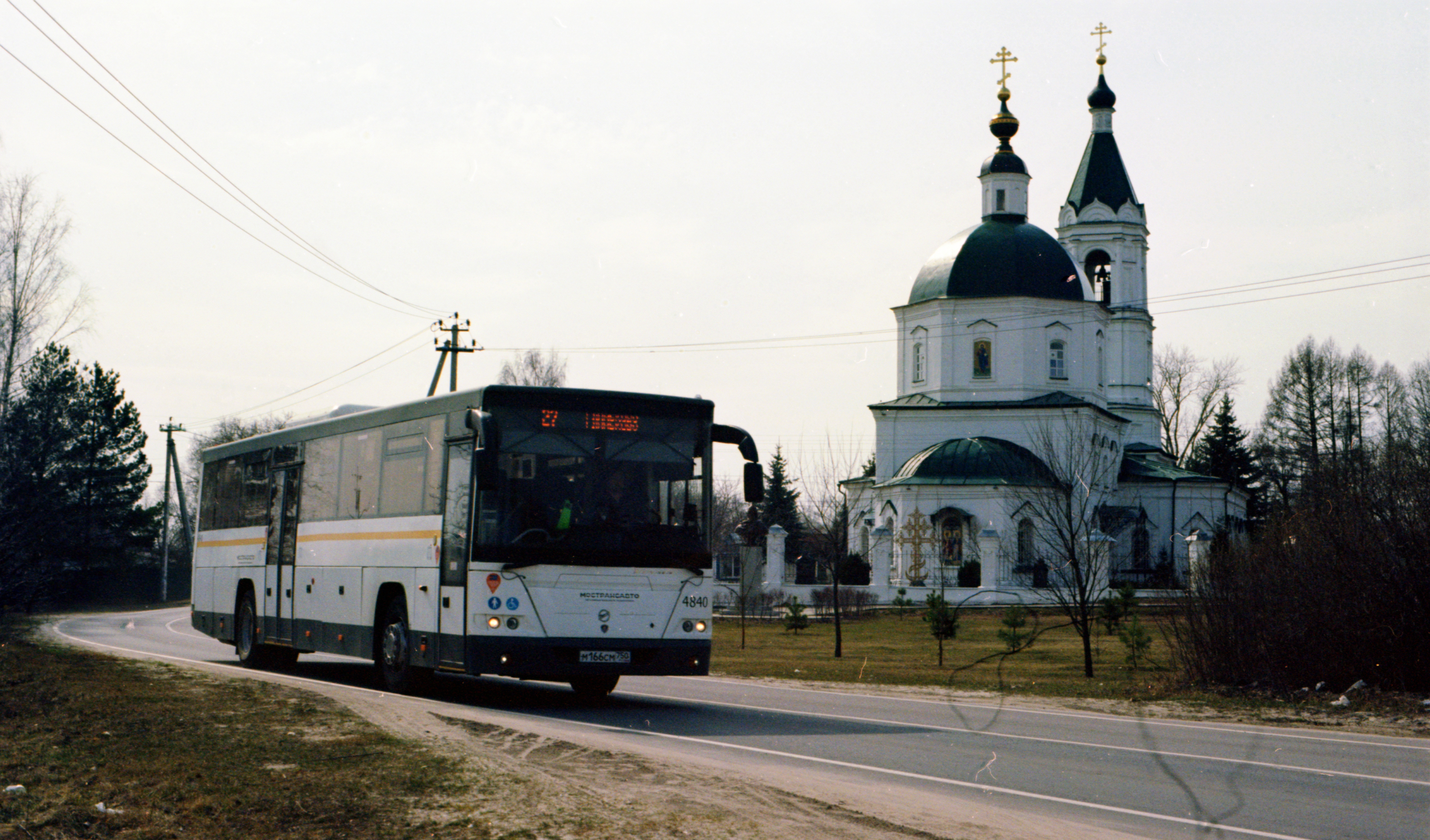
ЛиАЗ-5251